# 양털쇠주머니쥐
양털쇠주머니쥐(Woolly mouse opossum, 학명: Marmosa demerarae)는 주머니쥐과에 속하는 남아메리카 유대류의 일종이다. 콜롬비아 중부, 베네수엘라, 프랑스령 기아나, 가이아나, 수리남, 페루 동부, 볼리비아 북부 그리고 브라질 북부 지역에 분포한다. 이전에는 별도의 양털쇠주머니쥐속(Micoureus)으로 분류했지만 2009년부터 양털쇠주머니쥐속을 쇠주머니쥐속(Marmosa)의 아속으로 분류하고 있다.